# Бајонвил сир Мад
Бајонвил сир Мад (фр. Bayonville-sur-Mad) насеље је и општина у североисточној Француској у региону Лорена, у департману Мерт и Мозел која припада префектури Тул.
По подацима из 2005. године у општини је живело 304 становника, а густина насељености је износила 32 становника/km². Општина се простире на површини од 9,39 km². Налази се на средњој надморској висини од 185 метара (максималној 366 m, а минималној 181 m).

## Демографија
| 1962. | 1968. | 1975. | 1982. | 1990. | 1999. | 2011. |
| ----- | ----- | ----- | ----- | ----- | ----- | ----- |
| 369   | 370   | 395   | 340   | 324   | 306   | 324   |

График промене броја становника у току последњих година